# Trischizostomatidae
Trischizostomatidae är en familj av kräftdjur som beskrevs av Wilhelm Lilljeborg 1865. Trischizostomatidae ingår i ordningen märlkräftor, klassen storkräftor, fylumet leddjur och riket djur.
Familjen innehåller bara släktet Trischizostoma.